# Europa Cup (vrouwenhandbal) 1965/66
De European Champions Cup 1965/66 is de hoogste internationale club handbalcompetitie in Europa wat door de Internationale Handbalfederatie (IHF) organiseert.

## Deelnemers
| Voorronde | Voorronde |
| --- | --- |
| - SC Leipzig: Kampioen van DDR - Bayer Leverkusen: Kampioen van Duitsland - ES Colombes: Kampioen van Frankrijk - Valur Reykjavík: Kampioen van IJsland - Swift Roermond: Kampioen van Nederland - IL Skogn: Kampioen van Noorwegen | - Górnik Sonowietz: Kampioen van Polen - Danubia Wien: Kampioen van Oostenrijk - Trud Moskou: Kampioen van de Sovjet-Unie - Sparta Praag: Kampioen van Tsjecho-Slowakije |
| Kwartfinale | |
| - VIF Dimitrov Sofia: Kampioen van Bulgarije - HG København: Titelhouder | - Budapesti Spartacus: Kampioen van Hongarije |

## Voorronde
| Team 1          | Score   | Team 2           | 1       | 2       |
| --------------- | ------- | ---------------- | ------- | ------- |
| SC Leipzig      | 14 – 09 | Swift Roermond   | 06 – 03 | 08 – 06 |
| Valur Reykjavík | 23 – 21 | IL Skogn         | 11 – 09 | 12 – 12 |
| Danubia Wien    | ? – ?   | Bayer Leverkusen | 06 – 10 | 0? – 0? |
| Sparta Praag    | 15 – 14 | Górnik Sonowietz | 10 – 04 | 05 – 10 |
| Trud Moskou     | 28 – 18 | ES Colombes      | 19 – 09 | 19 – 09 |

## Kwartfinale
| Team 1              | Score   | Team 2             | 1       | 2       |
| ------------------- | ------- | ------------------ | ------- | ------- |
| HG København        | 19 – 15 | Trud Moskou        | 10 – 08 | 09 – 07 |
| Sparta Praag        | 18 – 17 | Bayer Leverkusen   | 12 – 10 | 06 – 07 |
| Budapesti Spartacus | 18 – 10 | VIF Dimitrov Sofia | 05 – 08 | 13 – 02 |
| SC Leipzig          | 45 – 17 | Valur Reykjavík    | 19 – 08 | 26 – 09 |

## Halve finale
| Team 1       | Score   | Team 2              | 1       | 2       |
| ------------ | ------- | ------------------- | ------- | ------- |
| HG København | 16 – 08 | Sparta Praag        | 10 – 03 | 06 – 05 |
| SC Leipzig   | 15 – 09 | Budapesti Spartacus | 10 – 04 | 05 – 05 |

## Finale
| Team 1       | Score   | Team 2       |
| ------------ | ------- | ------------ |
| SC Leipzig   | 07 – 06 | HG København |
| HG København | 05 – 10 | SC Leipzig   |
| Totaal       |         |              |
| SC Leipzig   | 17 – 11 | HG København |

|            |
|            |
| SC Leipzig |
| 1ste titel |